# Tsvetomir Tsankov
Tsvetomir Tsankov (tiếng Bulgaria: Цветомир Цанков; sinh 6 tháng 6 năm 1984 ở Sofia) là một thủ môn bóng đá Bulgaria hiện tại thi đấu cho Etar Veliko Tarnovo.